# Alphonse-Alexis Morlot
Pour les articles homonymes, voir Morlot.
Alphonse-Alexis Morlot (1838-1918) est un artiste peintre et lithographe français.

## Biographie
Né à Isômes (Haute-Marne), Alphonse-Alexis Morlot suit d'abord les cours du peintre Pierre-Paul Cavaillé. C'est sous son auspice qu'il présente au Salon de Paris en 1864, une nature morte, Panier de fruits, signée « Alphonse Morlot » . Il y expose ensuite régulièrement, devient membre du Salon des artistes français où il obtient plusieurs récompenses : en 1880, 1888 et 1889, entre autres. Il sera fidèle à ce salon jusque dans les années 1900, y montrant des scènes inspirées de paysages ruraux de sa région natale, dans un style proche de Corot et Jean-Jacques Henner, dont il se dit l'élève. Son adresse parisienne, vers 1905, est au 18 de la rue de Chabrol.
En 1896, il rejoint la Société des peintres-lithographes et produit plusieurs planches originales, dont Lever de Lune (1897),.
En 1899, il exécute deux grandes peintures destinées à la décoration de l'un des murs de la villa La Martinière située à Vaux-sur-Seine (Yvelines).
Il meurt à son domicile rue de Chabrol le 13 novembre 1918.

## Collections publiques

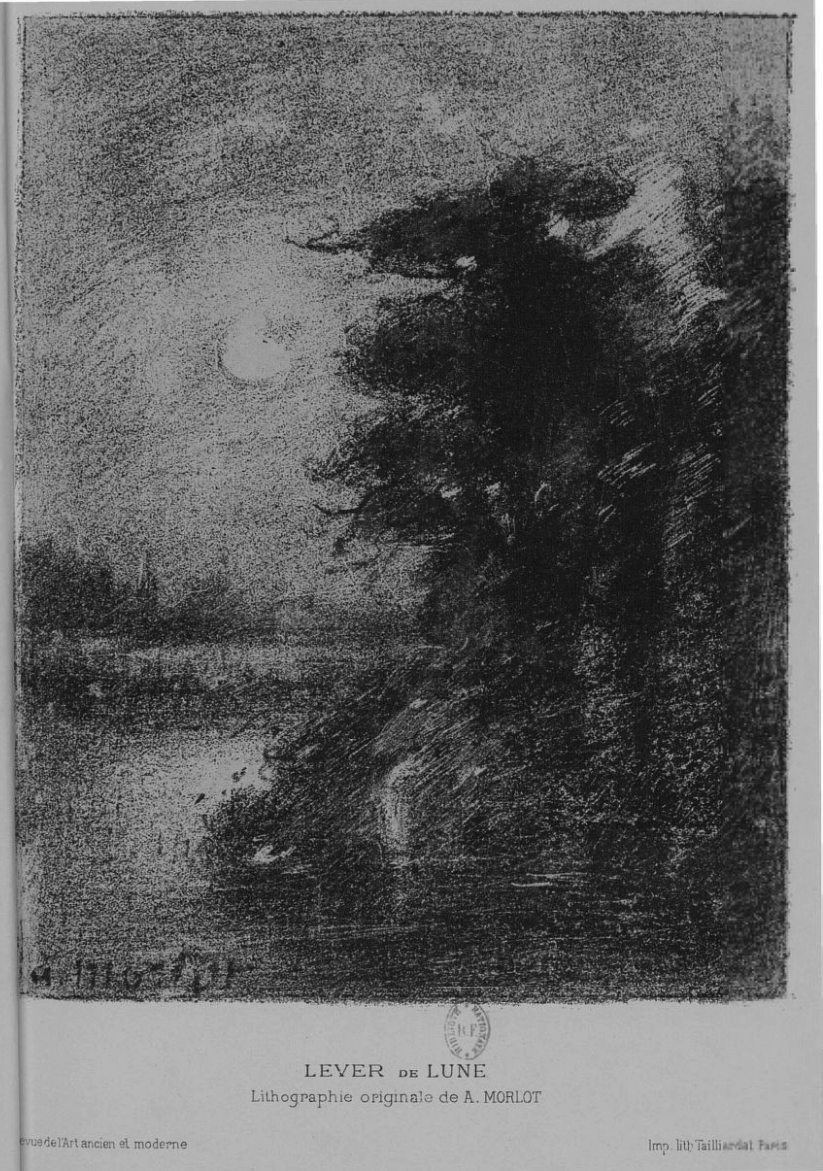
Un clair de lune, huile sur toile, 1901, Chalon-sur-Saône, musée Denon[7].
- Paysage, huile sur toile, 32 x 46 cm, avant 1903, Paris, musée d'Orsay[8].
- Douce matinée : personnages se baignant près d'un saule, lavis et encre brune, 1907, Paris, département des arts graphiques du musée du Louvre[9].
- Solitude, lithographie, 48 x 61 cm, avant 1910, Paris, BNF[10].
- Saint Martin, huile sur toile, s.d., Velles (Haute-Marne), église paroissiale Saint-Martin.
- Les meules, gouache sur papier, mairie de Lurais[11].
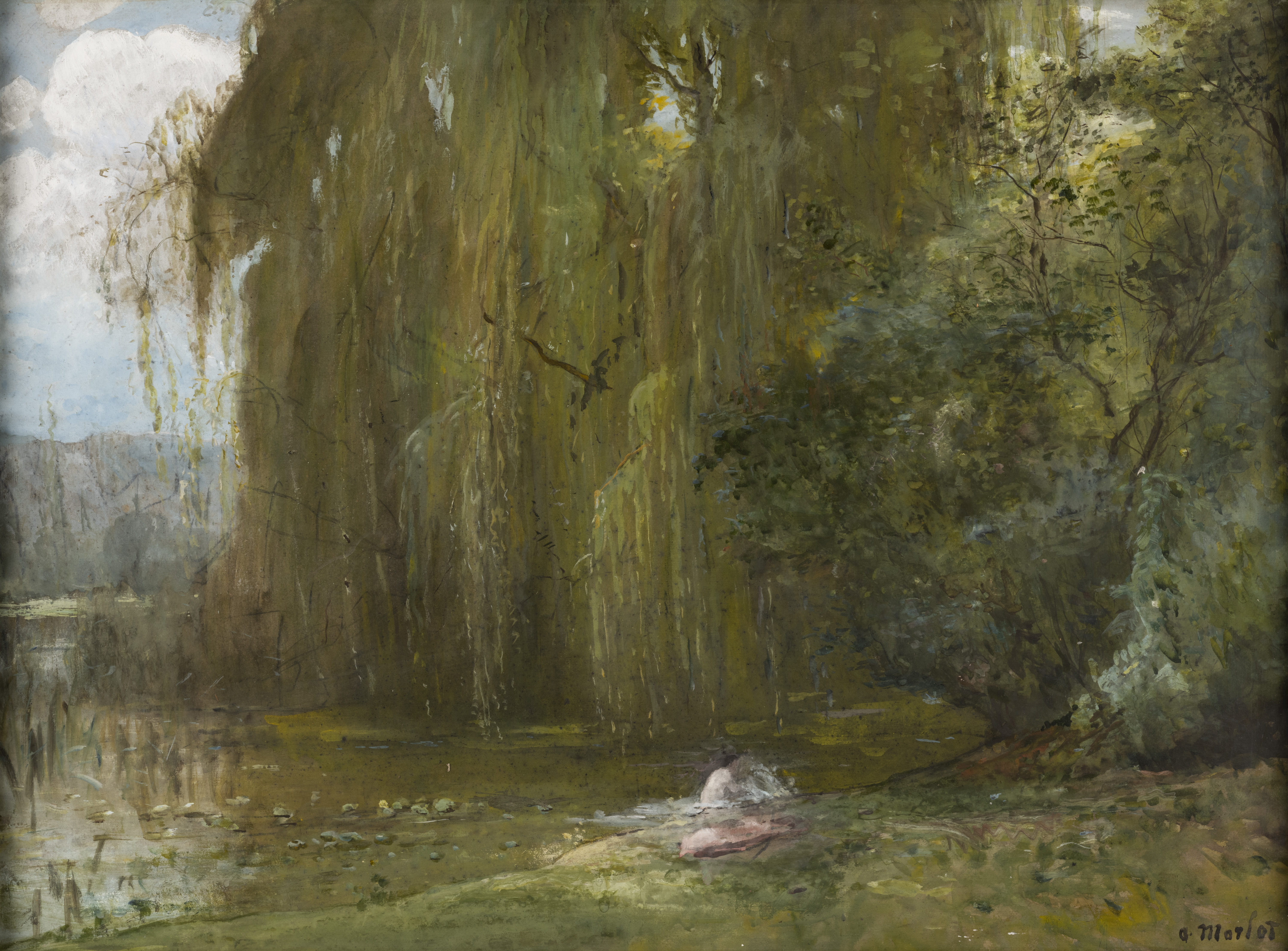
La Baigneuse, fusain gouache et peinture à l'huile sur papier vélin, 2e moitié du 19e siècle, 78 x 97,5 cm, Musée des Beaux-Arts de Reims[12].  - Clair de lune (1897), lithographie.
  - La Baigneuse, 2e moitié du 19e siècle, Musée des Beaux-Arts de Reims.